# Anten
|  | For skibet, se S/S Anten. |
Anten er en sø i Västergötland nordvest for Alingsås i Västra Götalands län i Sverige. Anten er 18 km² stor og cirka 30 meter dyb. Søen ligger i Alingsås kommun og er næsten helt omsluttet af Långareds sogn. Anten har udløb i syd til Ålandasjön og videre til Mjörn.
Ved søens nordvestlige kyst ligger byen  Gräfsnäs i Erska sogn; Øen Loholmen er et naturreservat.
Fiskebestanden i søen er meget forskelligartet
Anten er også navnet på et kapel og en jernbanestation ved byen Ålanda ved søens sydende, hvorfra museumsjernbanen Anten-Gräfsnäs Järnväg udgår.
En amerikansk flyvemaskine af typen C-87 Liberator Express havarerede den 20. oktober 1944 lidt vest for den sydlige ende af Anten i forbindelse med den hemmelige Operation Sonnie. Alle besætningsmedlemmer omkom, og to af dem er begravet i Malmø.

## Eksterne kilder og henvisninger
1. ↑  "Västkuststiftelsen". Arkiveret fra originalen 29. marts 2008. Hentet 29. marts 2008.
2. ↑  flygmonumentet.langared.se

- Antens fiskevårdsområde

58°03′N 12°30′Ø / 58.05°N 12.5°Ø